# Posen (Neustadt an der Orla)
Posen ist ein Ortsteil der Stadt Neustadt an der Orla im Saale-Orla-Kreis in Thüringen.

## Geografie
Posen liegt westlich von Knau an der Landesstraße 2365 mit baldiger Anbindung an die Landesstraße 2350 auf einer muldenartigen Hochebene des Südostthüringer Schiefergebirges. Die westlich vom Ortsteil liegenden Anhöhen sind bewaldet. Östlich, gleich hinter Knau, beginnt das Gebiet der Plothener Teiche. Posen hat einen Bahnanschluss an die stillgelegte Bahnstrecke Triptis–Marxgrün, auf der es nur noch auf Draisinenverkehr gibt. Die Bundesautobahn 9 ist nicht weit entfernt.

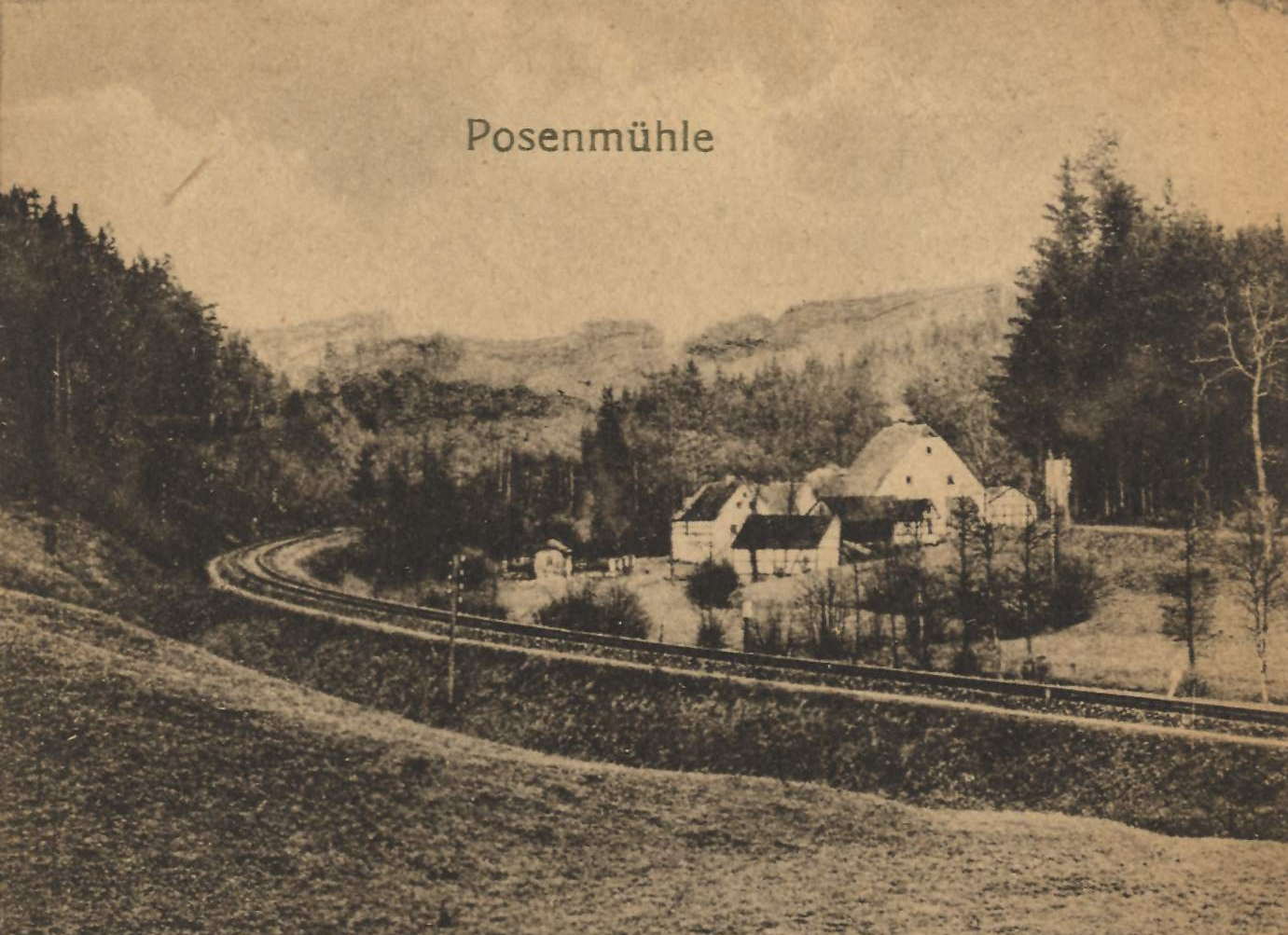
Die Posenmühle vom Bahnhaltepunkt, um 1910

## Geschichte
1378 war die urkundliche Ersterwähnung für Posen. Der Ort gehörte bis 1815 zum kursächsischen Amt Ziegenrück und kam nach dessen auf dem Wiener Kongress beschlossenen Abtretung mit dem Großteil des Neustädter Kreises zum Großherzogtum Sachsen-Weimar-Eisenach.
Die etwas abseits am Bach Dreba am östlichen Ortsrand liegende Posenmühle war eine Mühle in Posen. Bis 1990 war in ihr ein Ferienheim der Deutschen Reichsbahn. Seitdem ist die Mühle ein Landhaus, vorwiegend für Kinder- und Schülergruppen.